# 朱利叶斯·汤姆森
朱利叶斯·汤姆森（英語：Julius Thomson，1882年9月4日—1940年10月26日），加拿大男子赛艇运动员。他曾代表加拿大参加1908年夏季奥林匹克运动会赛艇比赛，获得男子八人单桨有舵手铜牌。